# Jakov Rylskij
Jakov Anufrijevitj Rylskij (ryska: Яков Ануфриевич Рыльский), född 25 oktober 1928 i Aleksandrovka, död 9 december 1999 i Moskva, var en sovjetisk fäktare.
Rylskij blev olympisk guldmedaljör i sabel vid sommarspelen 1964 i Tokyo.